# 第12裝甲師 (德國國防軍)
第12裝甲師（德語：12. Panzer-Division）是納粹德國「國防軍」的一個裝甲師，1941年1月10日由「第2摩托化步兵師」（2. Infanterie-Division (mot.)）改組，曾參與過第二次世界大戰。
該師在1945年5月8日向蘇軍投降後解散。